# Tegenpaus Clemens III
Clemens III, of Wibertus, aartsbisschop van Ravenna (Parma, tussen 1020 en 1030 - Civita Castellana, 8 september 1100) was de tegenpaus die werd aangesteld na de verjaging van paus Gregorius VII (zie Investituurstrijd).
Hij werd verkozen door een kerkvergadering te Brixen onder druk van de Duitse koning Hendrik IV (25 juni 1080).
Op 24 maart 1084 besteeg hij officieel de troon, om enkele dagen later, namelijk op 31 maart 1084, Hendrik IV tot keizer te kronen.
Op zijn beurt werd hij herhaaldelijk verdreven, eerst door aanhangers van Gregorius VII, vervolgens door paus Victor III (1086-1087), paus Urbanus II (1088-1099) en paus Paschalis II (1099-1118).
In augustus 1099 werd hij definitief afgezet.
Na zijn dood kozen zijn aanhangers echter Theodoricus als nieuwe paus tegenover Paschalis II.
Cursief: tegenpaus
- Biblioteca Nacional de España: XX1467403
- Bibliothèque nationale de France: cb119526183 (data)
- Gemeinsame Normdatei: 118640194
- International Standard Name Identifier: 0000 0003 8235 0890
- Library of Congress Control Number: n83033004
- Nationale Bibliotheek van Tsjechië: skuk0003422
- Nationale Bibliotheek van Israël: 987009344687405171
- Système universitaire de documentation: 027500020
- Virtual International Authority File: 265031709
- WorldCat: E39PCjFkCRqMPm9jj3RyK6GqBd